# Яблоновка (исторический район)
Я́блоновка — местность в районе станции метро  «Ладожская», на правом берегу реки Оккервиль.

## История
С 1817 года известна как деревня Большая Яблонка (с 1831 года — Большая Яблоновка), принадлежащая мызе «Полтарацкой или Окарвель», примерно в 1 км выше по течению реки располагалась деревня Малая Яблоновка.

ОКАРВЕЛЬ — мыза принадлежит Шаховской, княгине, число жителей по ревизии: 122 м. п., 136 ж. п. При ней заводы:

а) Купоросный, принадлежит Анохину, купцу

б) Костеобжигательный, принадлежит Бирштету, иностранцу.

в) Кирпичный, принадлежит Болдыреву, купцу. (1838 год)

ОКЕРВИЛЬ — мыза с деревнями: Малиновкою, Яблонкою, Новою, принадлежат статской советнице Уткиной,
по просёлочной дороге, число дворов — 37, число душ — 145. (1856 год)

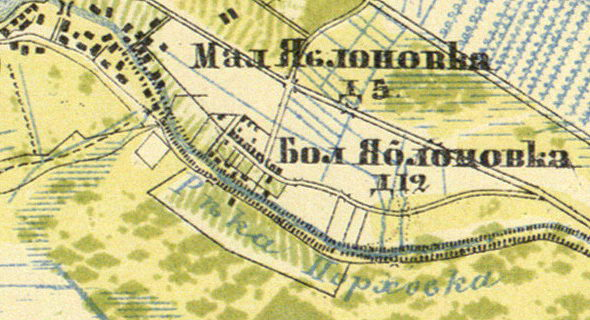
План деревни Яблоновка. 1860 год

Согласно «Топографической карте частей Санкт-Петербургской и Выборгской губерний» в 1860 году, расположенная на берегу реки Порховки деревня Большая Яблоновка насчитывала 12 крестьянских дворов, а Малая Яблоновка — 5.

ОКЕРВИЛЬ — мыза владельческая при речке Окервиль, число дворов — 6, число жителей: 16 м. п., 24 ж. п.;

БОЛЬШАЯ ЯБЛОНОВКА — деревня владельческая при речке Окервиль, число дворов — 12, число жителей: 26 м. п., 29 ж. п.;

МАЛАЯ ЯБЛОНОВКА — деревня владельческая при речке Окервиль, число дворов — 12, число жителей: 34 м. п., 31 ж. п. (1862 год)

В 1882 году временнообязанные крестьяне деревень Большая и Малая Яблоневка выкупили свои земельные наделы у Императорского человеколюбивого общества и стали собственниками земли.
В конце XIX — начале XX века деревни Большая и Малая Яблоновка административно относились к Полюстровской волости 1-го земского участка 1-го стана Санкт-Петербургского уезда Санкт-Петербургской губернии. В них размещалась фабрика масел и толя «Виктория».
По данным 1905 года деревня Большая Яблоневка насчитывала 12 дворов, которые населяли 35 мужчин и 35 женщин, Малая Яблоневка — 10 дворов, с населением 22 мужчины и 26 женщин. Всего 118 человек. Обе деревни входили в Оккервильское сельское общество.
В 1908 году в деревнях Большая и Малая Яблоневка проживали 460 человек из них 80 детей школьного возраста (от 8 до 11 лет).
На карте 1909 года река Оккервиль, на которой стояла деревня, имела название Яблоновка.
В 1913 году через Яблоновку прошла Соединительная линия Николаевской железной дороги и был устроен одноимённый разъезд, позднее — грузовая железнодорожная станция Дача Долгорукова, в настоящее время — Ладожский вокзал.
В 1914 году в Яблоновке действовала земская школа (Оккервильское училище), учителем в которой была Ольга Дмитриевна Дедюлина.
В 1917 году деревни Большая и Малая Яблоновка входили в состав Полюстровской волости Петроградского уезда.
С 1 января 1918-го по 31 июля 1919 года — в состав Оккервильской волости.
С августа 1919 года они находились в составе Яблоновского сельсовета Ленинской волости Ленинградского уезда.
Согласно переписи населения СССР 1926 года:

ЯБЛОНОВКА БОЛЬШАЯ — деревня Яблоновского сельсовета, 49 хозяйств, 196 душ.

Из них: русских — 48 хозяйств, 194 души; латышей — 1 хозяйство, 2 души.

ЯБЛОНОВКА МАЛАЯ — деревня Яблоновского сельсовета, 94 хозяйств, 314 душ.

Из них: русских — 88 хозяйств, 295 душ; финнов-суоми — 1 хозяйство, 1 душа; эстов — 1 хозяйство, 4 души; латышей — 1 хозяйство, 4 души; латгальцев — 1 хозяйство, 4 души; литовцев — 1 хозяйство, 5 душ; евреев — 1 хозяйство, 1 душа. (1926 год)

С июля 1930 года деревни Большая и Малая Яблоновка в составе Ленинградского Пригородного района.
С 1936 года — в составе Всеволожского района.

План деревни Яблоновка. 1939 год

Согласно переписи населения СССР 1939 года:

ЯБЛОНОВКА — деревня Яблоновского сельсовета Всеволожского района, 5224 человека. (1939 год)

В 1958 году население деревень составляло 5624 человека.
По данным переписи населения 1959 года в деревне Яблоновка проживали 5837 человек.
C 1 июня 1960 года деревни Большая и Малая Яблоновка включены в черту Калининского района Ленинграда.

## Топонимия
По деревням Большой Яблоновке и Малой Яблоновке названы:
- улица Большая Яблоновка
- улица Малая Яблоновка
- Яблоновский мост
- Большой Яблоновский мост
- Яблоновский сад

## Известные уроженцы
- Николай Алексеевич Смирнов (1911—1941) — комиссар Красной армии во время Великой Отечественной войны, его именем названа одна из улиц Петербурга